# 이치나리촌
이치나리촌(市成村)은 일본 가고시마현 소오군에 설치되었던 촌이다. 현재의 가노야시의 일부에 해당한다.